# Fédération panaméricaine de hockey
La Fédération panaméricaine de hockey est la fédération de hockey sur gazon et de hockey en salle pour les Amériques. Il est composé de 30 membres. Il est associé à la Fédération internationale de hockey et accueille plusieurs compétitions continentales pour les équipes nationales.

## Associations membres
- Argentine
- Bahamas
- Barbade
- Bermudes
- Bolivie
- Brésil
- Canada
- Îles Caïmans
- Chili
- Colombie
- Costa Rica
- Cuba
- République dominicaine
- Équateur
- Salvador
- Guatemala
- Guyana
- Haïti
- Honduras
- Jamaïque
- Mexique
- Nicaragua
- Panama
- Paraguay
- Pérou
- Porto Rico
- Trinité-et-Tobago
- États-Unis
- Uruguay
- Venezuela

## Compétitions

### Actifs
- Hockey sur gazon aux Jeux panaméricains
- Coupe d'Amérique masculine de hockey sur gazon
- Coupe d'Amérique féminine de hockey sur gazon
- Hockey sur gazon aux Jeux d'Amérique centrale et des Caraïbes
- Hockey sur gazon aux Jeux sud-américains
- Championnat d'Amérique du Sud masculin de hockey sur gazon
- Championnat d'Amérique du Sud féminin de hockey sur gazon
- Challenge d'Amérique masculin de hockey sur gazon
- Challenge d'Amérique féminin de hockey sur gazon
- Coupe d'Amérique masculine de hockey sur gazon des moins de 21 ans
- Coupe d'Amérique féminine de hockey sur gazon des moins de 21 ans
- Coupe d'Amérique de hockey sur gazon des moins de 18 ans
- Coupe d'Amérique masculine de hockey en salle
- Coupe d'Amérique féminine de hockey en salle
- Coupe d'Amérique centrale de hockey sur gazon à 5

### Défunts
- Coupe d'Amérique centrale de hockey en salle
- Coupe d'Amérique de hockey sur gazon des clubs

### Tenants du titre
| Actuel                                   | Actuel            | Actuel            |
| Compétition                              | Masculin          | Féminin           |
| ---------------------------------------- | ----------------- | ----------------- |
| Jeux panaméricains                       | Argentine (2019)  | Argentine (2019)  |
| Coupe d'Amérique                         | Argentine (2022)  | Argentine (2022)  |
| Jeux d'Amérique centrale et des Caraïbes | Cuba (2018)       | Cuba (2018)       |
| Jeux sud-américains                      | Argentine (2018)  | Argentine (2018)  |
| Championnat d'Amérique du Sud            | Chili (2016)      | Uruguay (2016)    |
| Challenge d'Amérique                     | Mexique (2021)    | Pérou (2021)      |
| Coupe d'Amérique des moins de 21 ans     | Chili (2021)      | Canada (2021)     |
| Coupe d'Amérique des moins de 18 ans     | Argentine (2018)  | Argentine (2018)  |
| Coupe d'Amérique en salle                | Argentine (2021)  | États-Unis (2021) |
| Coupe d'Amérique centrale à 5            | Porto Rico (2019) | Guatemala (2019)  |
| Dernier (après l'abolition du concours)  |                   |                   |
| Coupe d'Amérique des clubs               | Mystery (2005)    | Mendoza (2001)    |
| Coupe d'Amérique centrale en salle       | Argentine (2016)  | Argentine (2016)  |

## Classements des équipes nationales
Le classement mondial FIH, au 27 août 2024, s'établit comme suit :
| PAHF | FIH | +/- Positions | Équipe                 | Points  |
| ---- | --- | ------------- | ---------------------- | ------- |
| 1    | 7   | 0             | Argentine              | 2742.62 |
| 2    | 20  | 0             | Canada                 | 1688.43 |
| 3    | 22  | 0             | Chili                  | 1589    |
| 4    | 25  | 0             | États-Unis             | 1470.76 |
| 5    | 32  | 0             | Brésil                 | 1248.76 |
| 6    | 33  | 0             | Mexique                | 1246.05 |
| 7    | 39  | 0             | Cuba                   | 1112.42 |
| 8    | 40  | 0             | Venezuela              | 1074    |
| 9    | 42  | 1             | Uruguay                | 1041.46 |
| 10   | 46  | 1             | Barbade                | 1018.25 |
| 11   | 48  | 2             | Guatemala              | 1014.33 |
| 12   | 50  | 0             | Trinité-et-Tobago      | 1005.84 |
| 13   | 54  | 0             | Porto Rico             | 989.22  |
| 14   | 68  | 1             | République dominicaine | 932.62  |
| 15   | 69  | 1             | Jamaïque               | 928.84  |
| 16   | 76  | 1             | Costa Rica             | 904.41  |
| 17   | 79  | 1             | Paraguay               | 897.62  |
| 18   | 82  | 1             | Panama                 | 863.43  |
| 19   | 84  | 1             | Pérou                  | 842.05  |
| 20   | 85  | 0             | Bolivie                | 842.05  |
| 21   | 86  | 0             | Équateur               | 840.46  |
| 22   | 87  | 0             | Guyana                 | 834.24  |
| 23   | 93  | 0             | Bermudes               | 565.48  |

| PAHF | FIH | +/- Positions | Équipe                 | Points  |
| ---- | --- | ------------- | ---------------------- | ------- |
| 1    | 2   | 0             | Argentine              | 2927.38 |
| 2    | 13  | 2             | États-Unis             | 1890.83 |
| 3    | 15  | 2             | Chili                  | 1797.98 |
| 4    | 16  | 3             | Canada                 | 1618.71 |
| 5    | 24  | 2             | Uruguay                | 1330.58 |
| 6    | 37  | 6             | Mexique                | 920.43  |
| 7    | 39  | 14            | Cuba                   | 879.21  |
| 8    | 40  | 1             | Barbade                | 841.76  |
| 9    | 41  | 5             | Pérou                  | 832.75  |
| 10   | 44  | 13            | République dominicaine | 799.92  |
| 11   | 47  | 0             | Paraguay               | 794.32  |
| 12   | 49  | 4             | Trinité-et-Tobago      | 783.03  |
| 13   | 54  | 6             | Brésil                 | 769.81  |
| 14   | 56  | 9             | Guatemala              | 766.08  |
| 15   | 57  | 10            | Panama                 | 764.81  |
| 16   | 58  | 9             | Porto Rico             | 762.19  |
| 17   | 62  | 8             | Bolivie                | 742     |
| 18   | 67  | 4             | Jamaïque               | 719.90  |
| 19   | 68  | 5             | Bermudes               | 712.37  |
| 20   | 70  | 4             | Guyana                 | 669.12  |
| 21   | 79  | 2             | Costa Rica             | 277.12  |